# Bonne pratique clinique
Pour les articles homonymes, voir BPC.
L'appellation bonne pratique clinique (ou « bonnes pratiques cliniques ») (BPC), en anglais good clinical practice (GCP) décrit une norme internationale relative à la bioéthique s'appliquant aux essais cliniques réalisés sur des sujets humains.
Les BPC sont promues par le Conseil international d'harmonisation des exigences techniques pour l'enregistrement des médicaments à usage humain (CIH) dans une « ligne directrice » (en anglais : guideline) sous la référence E6. 
Bioethics International publie un indicateur sur le niveau d’éthique et les bonnes pratiques des essais cliniques des compagnies pharmaceutiques afin de protéger les participants. 
Les recommandations de bonne pratique clinique incluent la préservation des droits de l'homme durant les essais cliniques. 
Elles s'appuient notamment sur les principes de la Déclaration d'Helsinki.